# Henryk Kosicki
Henryk Kosicki (ur. 14 stycznia 1896 w Poznaniu, zm. 10 czerwca 1967) – major saperów Wojska Polskiego.

## Życiorys
Urodził się 14 stycznia 1896 w Poznaniu, w rodzinie Franciszka i Józefy z Koniecznych. Ukończył dziewięć klas szkoły powszechnej i rozpoczął pracę w budownictwie. 24 sierpnia 1915 ukończył Królewską Szkołę Budowlaną w Poznaniu. 1 września 1915 powołano go do pruskiej armii, gdzie w 1916 ukończył kurs aspirantów oficerskich i został dowódcą plutonu w 3. pułku piechoty Gwardii. 29 września 1916 przeszedł na stronę francuską. Pozostawał w niewoli do 13 maja 1918. Wstąpił wówczas ochotniczo do Armii Polskiej we Francji i szybko ukończył kurs aspirantów oficerów inżynierii. 15 lutego 1919 został dowódcą plutonu w 1. kompanii 1. pułku inżynieryjnego 1. Dywizji Strzelców Polskich. 20 marca 1919 został podporucznikiem. 4 sierpnia 1919, po przyjeździe do Polski, został dowódcą kompanii w 18. batalionie saperów 7. Dywizji Piechoty i wziął udział w wojnie z bolszewikami. 
Dalsza jego kariera przedstawiała się następująco:
- 19 stycznia 1921: awans na stopień porucznika,
- 20 sierpnia 1921: w 3. pułku saperów,
- 5 października 1921: w 8. pułku saperów,
- 24 października 1921: dowódca szkoły podoficerskiej,
- 10 grudnia 1921: czasowy dowódca XVI batalionu saperów,
- 3 lutego 1922: czasowo dowódca IV batalionu saperów,
- 4 maja 1922: w XV batalionie saperów,
- 13 czerwca 1923: matura w Państwowym Gimnazjum Matematyczno-Przyrodniczym w Grudziądzu,
- 1 grudnia 1924: awans na stopień kapitana,
- od 15 sierpnia 1924: studia na École du génie w Wersalu i równocześnie na École du génie civile,
- 1927–1929: dowódca kompanii i czasowo baonu w 9. pułku saperów[1].

Na stopień majora został awanowany ze starszeństwem z dniem 1 stycznia 1936 i 18. lokatą w korpusie oficerów inżynierii i saperów.
Podczas kampanii wrześniowej był dowódcą 14 batalionu saperów. Walczył w obronie Warszawy. Dostał się do niewoli niemieckiej i był więziony w niemieckich obozach jenieckich: Neunburg, Itzehoe, Sandbostel X B, Lubeka i Woldenberg II C. 
Od 15 kwietnia 1945 do 1948 pracował Urzędzie Wojewódzkim w Gdańsku, gdzie był kierownikiem Oddziału Przemysłu Budowlanego Ministerstwa Odbudowy. Od czerwca 1949 był początkowo kierownikiem, a następnie dyrektorem Wojskowego Przedsiębiorstwa Budowlanego w Bydgoszczy. Od 1951 był projektantem-konstruktorem i rzeczoznawcą w Zarządzie Budownictwa Wojskowego nr 2 w Bydgoszczy, a potem kierował Pracownią Konserwacji Zabytków w Toruniu. Zmarł 10 czerwca 1967.
24 lutego 1924 ożenił się z Martą z domu Witt, z którą miał syna Stanisława (1926–1997) i córkę Bogumiłę Szostak, lekarza medycyny (ur. 1932 w Toruniu, zm. 2009 w Krakowie).

## Ordery i odznaczenia
- Krzyż Kawalerski Orderu Odrodzenia Polski
- Krzyż Walecznych
- Medal Niepodległości (20 lipca 1932)[3]
- Srebrny Krzyż Zasługi (30 grudnia 1924)[4]
- Medal Pamiątkowy za Wojnę 1918–1921
- Medal Dziesięciolecia Odzyskanej Niepodległości
- Medal Pamiątkowy Wielkiej Wojny (Francja)
- Medal Zwycięstwa (Médaille Interalliée)[1]